# 기쓰촌 (교토부)
기쓰촌(일본어: 木津村)은 일본 교토부 다케노군에 설치되었던 촌이다. 현재의 교탄고시에 해당한다.

## 역사
- 1889년 4월 1일 - 정촌제 시행에 의해 4촌의 구역을 가지고 성립하였다.
- 1950년 4월 1일 - 구 아미노정, 하마즈메촌, 고촌, 시마즈촌과 합병해, 새로운 아미노정이 성립, 동일 기쓰촌은 폐지되었다.

## 교통

### 철도
- 일본국유철도
  - 미야즈선 (현 기타탄고 철도 미야토로선)

## 참고문헌
- 「角川日本地名大辞典」編纂委員会『角川日本地名大辞典 26 京都府』角川書店、1982年